# Finger Ridges
Die Finger Ridges bestehen aus einigen hauptsächlich eisfreien Gebirgskämmen und Felsspornen in der antarktischen Ross Dependency. Sie erstrecken sich im nordwestlichen Teil der Cook Mountains über eine Länge von 19 km, wobei die 1,5 bis 3 km langen Einzelkämme in nördlicher Richtung vom Hauptkamm abgehen.
Der United States Geological Survey kartierte sie anhand von Tellurometervermessungen und Luftaufnahmen der United States Navy zwischen 1959 und 1963. Das Advisory Committee on Antarctic Names verlieh ihnen 1965 ihren deskriptiven Namen.